# Kosmos 2241
Kosmos 2241, ruski satelit upozorenja iz programa Kosmos. Vrste je Oko (br. 6060). 
Lansiran je 6. travnja 1993. godine u 19:07 s kozmodroma Pljesecka, sa startnog kompleksa br.43/4. Lansiran je u visoku orbitu oko Zemlje raketom nosačem Molnija-M 8K78M/2BL. Orbita mu je 663 km u perigeju i 39.691 km u apogeju. Orbitna inklinacija je 62,96°. COSPARova oznaka je 1993-022-A. Spacetrackov kataloški broj je 22594. Zemlju obilazi u 717,76 minuta. Pri lansiranju bio je mase 1900 kg.
Dio skupine satelita Oko i pokrivao je ravninu od 7 do 161 stupnja dužine rastućeg čvora.

## Vanjske poveznice
- N2YO.com Search Satellite Database
- Celes Trak SATCAT Format Documentation (engl.)
- Planet4589.org Tablični prikaz podataka o satelitima
- Planet4589.org Launchlog
- Kunstman  Arhivirana inačica izvorne stranice od 12. kolovoza 2019. (Wayback Machine) Satellites in Orbit (engl.)